# 追想 (2017年の映画)
『追想』（ついそう、On Chesil Beach）は2017年のイギリスのドラマ映画。監督はドミニク・クック、主演はシアーシャ・ローナンとビリー・ハウルが務めた。本作はイアン・マキューアンが2007年に発表した『初夜』を原作としている。
2017年9月に開催された第42回トロント国際映画祭で初上映された。

## ストーリー
1962年7月、歴史学者を目指すエドワード・メイヒューとバイオリニストのフローレンス・ポンティングは結婚し、ハネムーンへと旅立った。生まれや育ちが違う2人ではあったが、その愛は揺るぎないものであった。
夕食の最中、2人は子供をもうけることについて話し合っていた。エドワードは性欲も盛んであったが、フローレンスにがっつくような真似はしなかった。一方のフローレンスは旧時代の価値観の影響を受けており、子供を作ることには慎重だった。しかも、彼女には父親から性的虐待を受けた経験があった。それ故、フローレンスは性行為をすることに恐怖心を抱いていた。しかし、新婚旅行で何もしないというわけにはいかないので、フローレンスはエドワードに処女を捧げる覚悟を決めようとしたが、どうしてもできなかった。
そうこうしているうちに、2人は初夜を迎えることとなった。ところが、ここでハプニングが発生した。過度に興奮したエドワードが前戯の最中に射精してしまい、精液がフローレンスの腹部にかかったのである。トラウマが蘇ったフローレンスはそのまま部屋を飛び出してしまった。怒りや当惑、羞恥のために平静さを失った2人は激しくお互いを罵倒し合うのだった。

## キャスト
※括弧内は日本語吹替
- フローレンス・ポンティング: シアーシャ・ローナン（森なな子）
- エドワード・メイヒュー: ビリー・ハウル（武藤正史）
- ヴァイオレット・ポンティング: エミリー・ワトソン（堀越真己）
- マージョリー・メイヒュー: アンヌ＝マリー・ダフ（伊倉一恵）
- ジェフリー・ポンティング: サミュエル・ウェスト（仲野裕）
- ライオネル・メイヒュー: エイドリアン・スカーボロー（英語版）（浦山迅）
- アン・メイヒュー: アンナ・バージェス
- ハリエット・メイヒュー: ミア・バージェス

## 製作
2010年、フォーカス・フィーチャーズはサム・メンデスを本作の監督に起用したとの報道があった。また、キャリー・マリガンが本作の出演交渉に臨んでいるとも報じられた。しかし、メンデスが『007 スカイフォール』の製作に専念したために本作の製作が遅れることになり、フォーカス・フィーチャーズは企画から降りてしまった。2011年にはマイク・ニューウェルを監督に起用してプロジェクトの再起動が図られたが、最終的には頓挫することになった。
2016年2月、シアーシャ・ローナンの出演が決まったとの報道があった。ナンバー9・フィルムズが製作を手掛けることになったとも報じられた。5月、BBCフィルムズが本作の製作に参加することになった。8月、ビリー・ハウルがキャスト入りした。

## 公開
2016年10月31日、ライオンズゲートが本作の全英配給権を獲得したと発表した。2017年9月7日、本作は第42回トロント国際映画祭でプレミア上映された。10月3日、ブリーカー・ストリートが本作の全米配給権を購入したと報じられた。

## 評価
本作は批評家から好意的に評価されている。映画批評集積サイトのRotten Tomatoesには69件のレビューがあり、批評家支持率は65%、平均点は10点満点で6.4点となっている。サイト側による批評家の見解の要約は「『追想』は原作小説を手堅く映画化した作品であり、俳優陣の演技も良質である。ストーリーがこぢんまりしているが、そこには行間に隠された豊かさがあり、観客の心に響くものとなっている。」となっている。また、Metacriticには27件のレビューであり、加重平均値は63/100となっている。